# Le Canard enchaîné
Le Canard enchaîné (trad. L'anatra incatenata) è un settimanale satirico francese, che esce ogni mercoledì. Fondato il 10 settembre 1915 da Maurice Maréchal, Jeanne Maréchal, e Henri-Paul Deyvaux-Gassier, è uno dei più rispettati e antichi giornali francesi nonostante il suo tono, molto spesso umoristico, e il largo impiego di storpiature e giochi di parole.
Ha per sottotitolo Giornale satirico che esce il mercoledì, e come slogan "La libertà di stampa si consuma solo quando non si usa", allusione al noto slogan delle batterie Wonder: "Una batteria Wonder si consuma solo quando non si usa", che riassume bene la linea editoriale del settimanale, cioè denunciare tutti gli scandali pubblici (politici economici, giudiziari, mediatici) in primo luogo della Francia ma anche degli altri paesi.

## Origine del nome
Il termine canard indica dei fogli di notizie circolanti già a partire dalla fine del Quattrocento. La parola canard in francese significa "anitra", ma, per traslato, riferendosi allo starnazzare dell'animale apparentemente immotivato e petulante, venne ad assumere il significato di bufala, fake news, falsa notizia, pettegolezzo.

## Satira
La cifra stilistica del settimanale è l'abbinamento di articoli di inchiesta con articoli satirici e vignette umoristiche.
Sebbene non neghi una simpatia verso la sinistra, o meglio verso il pensiero libertario in genere, il Canard ha sempre tenuto negli anni a mantenere una linea editoriale lontana da tutti i partiti politici, non risparmiando critiche a nessun detentore del potere, e investigando sugli scandali che coinvolgono politici di qualunque schieramento.
Fra gli scandali politici e finanziari più importanti rivelati dal Canard enchainé, che hanno portato il giornale a vendere un numero eccezionale di copie, si possono citare l'affaire Papon, il caso dei diamanti di Bokassa e lo scandalo che ha coinvolto François Fillon.